# Trang phi (Gia Khánh)
Trang phi Vương Giai thị (chữ Hán: 莊妃王佳氏; ? -  1811), là một phi tần của Thanh Nhân Tông Gia Khánh Hoàng đế trong lịch sử Trung Quốc.
Tuy không có con cái, nhưng từ Tiềm để cho đến khi nhập cung, Vương Giai thị vẫn giữ được vị trí vững vàng trong hậu cung. Điều này cho thấy mức độ ân sủng không hề nhỏ của Gia Khánh Đế dành cho bà. Điều đáng chú ý là, sau khi qua đời và kim quan được hạ táng, mọi lễ truy điệu của bà đều có sự tham gia của Hiếu Hòa Duệ Hoàng hậu Nữu Hỗ Lộc thị, vốn là Chính cung Hoàng hậu thứ hai của Gia Khánh Đế. Có thể nói, sự kiện [Hoàng hậu đích thân đưa kim quan của phi tần đến phi viên tẩm] giữa Trang phi và Hiếu Hòa Hoàng hậu quả thực là sự kiện vô tiền khoáng hậu trong lịch sử nhà Thanh.
Ngoài ra, Vương Giai thị cũng là vị phi tần duy nhất trong lịch sử nhà Thanh có bốn lần thay đổi phong hiệu.

## Thân thế không rõ
Trang phi Vương Giai thị, không rõ năm sinh, chỉ biết ngày sinh của bà là vào 15 tháng 6 (âm lịch). Bà cũng không rõ kỳ tịch, cũng không rõ gia tộc hay xuất thân, chỉ biết phụ thân của bà là Văn Cử nhân Y Lý Bố (伊里布).

## Cuộc đời

### Gia Thân vương Cách cách
Vương Giai thị vào hầu Gia Khánh Đế khi ông còn là Gia Thân vương với thân phận là Cách cách, vì vậy, có lẽ bà xuất thân từ Nội vụ phủ Bao y, cũng chính là Thượng Tam kỳ Bao y. Với tư cách Sử nữ, bà được Gia Thân vương sủng hạnh mà nạp vào Tiềm để. Lúc này trong Gia Thân vương phủ có rất nhiều vị Cách cách, trong đó có Cách cách Lưu thị, Cách cách Hầu thị, Cách cách Lương thị, Cách cách Thẩm thị và Cách cách Quan thị. Bên trên có Trắc Phúc tấn Hoàn Nhan thị, sau này là Trắc Phúc tấn Nữu Hỗ Lộc thị. Chủ mẫu là Đích Phúc tấn Hỉ Tháp Lạp thị.

### Đại Thanh Tần phi

#### Địa vị vững vàng
Năm Gia Khánh nguyên niên (1796), ngày mùng 1 tháng giêng, Càn Long tuyên chiếu thiện nhượng cho Hoàng thái tử Vĩnh Diễm, sử gọi [Gia Khánh Đế]. Gia Khánh Đế tôn Càn Long Đế làm Thái Thượng hoàng. Hoàng đế lập Đích phi Hỉ Tháp Lạp thị làm Hoàng hậu, Trắc phi Nữu Hỗ Lộc thị làm Quý phi, Cách cách Lưu Giai thị làm Hàm phi, Cách cách Hầu thị phong Doanh tần, Cách cách Lương thị phong Vinh Thường tại. Còn Cách cách Vương Giai thị được sơ phong Thường tại, gọi là Xuân Thường tại (春常在).
Ba năm sau khi được phong Thường tại, tức năm Gia Khánh thứ 4 (1799), Vương Giai thị trở thành Xuân Quý nhân (春贵人).
Năm Gia Khánh thứ 6 (1801), ngày 8 tháng giêng, căn cứ theo cuốn Chỉ dụ đương, Hoàng Đế đã tấn phong Xuân Quý nhân thành Hòa tần (和嬪). Nhưng không biết vì lí do gì, ngày 14 cùng tháng, lại đổi phong hiệu thành Cát (吉) và Vương Giai thị trở thành Cát tần (吉嫔). Lấy Công bộ thị lang Trát Lang A (扎朗阿) làm Chính sứ, Cử nhân nội các Ngọc Lâm (玉麟) làm Phó sứ, hành lễ sắc phong cho Cát tần. Xét theo Hồng xưng thông dụng của Nội vụ phủ, phong hiệu "Cát" của bà có Mãn văn là 「sabingga」, ý là "Điềm lành", "Lanh lợi".
Sách văn viết:
| “                                              | 晋封贵人王氏为吉嫔。册文曰。朕惟位正天闺。宜后星之增朗。教先妇学。允邦媛之攸司绮观升华。丝言锡庆。咨尔贵人王氏、紫庭助德。彤史擒辞。初履善以含和。早流蕙问。用延祥而集祉。宜荷芳名。是用晋封尔为吉嫔。锡之册命。尔其粢盛致洁。无愆于明齍玉敦之仪。桑曲襄勤。克赞夫元紞绿籧之典。钦哉。 . Trẫm duy vị chánh thiên khuê. Nghi hậu tinh chi tăng lãng. Giáo tiến phụ học. Doãn bang viện chi du tư ỷ quán thăng hoa. Ti ngân tích khánh. Tư nhĩ Quý nhân Vương thị. Tử đình trợ đức. Đồng sử cầm từ. Sơ lí thiện dĩ hàm hòa. Tảo lưu huệ vấn. Dụng diên tường năng tập chỉ. Nghi hạ phương danh. Thị dụng tấn phong nhĩ vi Cát tần. | ” |
| — Sách văn tấn phong Xuân quý nhân làm Cát tần | |   |

Năm Gia Khánh thứ 13 (1808), ngày 21 tháng 4 (âm lịch) Hoàng trưởng tôn Dịch Vĩ ra đời, Hoàng đế vui mừng đại phong hậu cung. Cát tần Vương Giai thị chiếu tấn Trang phi (莊妃), cư ngụ tại Dực Khôn cung. Tuy phong hiệu Trang (莊) của bà trùng với phong hiệu trước đây mà Hiếu Trang Văn Hoàng hậu của Thanh Thái Tông Hoàng Thái Cực có được về mặt chữ Hán, nhưng Mãn ngữ hoàn toàn khác nhau. Theo Hồng xưng thông dụng, phong hiệu "Trang" của bà có Mãn văn là 「ujengge」, ý là "Đoan Trang", "Trang trọng". Mệnh Đại học sĩ Lộc Khang (禄康) làm Chính sứ, Cử nhân nội các Ngọc Phúc (玉福) làm Phó sứ, tuyên sách cho Trang phi.
Sách văn viết:
| “                                          | 持节赍册印、册封吉嫔王佳氏为庄妃。册文曰、朕惟升椒佐治。肃雍襄九御之勤。衍瓞推恩。敷锡普六宫之庆。值云礽之肇祉。贲纶綍以钦承。咨尔吉嫔王佳氏、赋质金照。秉心玉粹。柔嘉维则。鸣环永叶乎徽音。淑慎其仪。献茧克修夫内职。是用晋封尔为庄妃。申之册命。尔其恪膺茂典。益彰褕翟之辉。式迓繁厘。光赞睢麟之化。钦哉 . Trẫm duy thăng tiêu tá trị. Túc ung tương cửu ngự chi cần. Diên điệt suy ân. Phu tích phổ lục cung chi khánh. Trị vân nhưng chi triệu chỉ. Phần luân phất dĩ khâm thừa. Tư nhĩ Cát tần Vương Giai thị. Phú chất kim chiếu. Bỉnh tâm túc toái. Nhu gia duy tắc. Minh hoàn vĩnh hiệp hồ huy âm. Thục thân cơ nghi. Hiến cẩn khắc tu phù nội chức. Thị dụng tấn phong nhĩ vi Trang phi. Thân chi sách mệnh. Nhĩ cơ khác ưng mậu điển. Ích chương du trạch chi huân. Thức nhạ phồn hi. Quang tán huy lân chi hoa. Khâm tai. | ” |
| — Sách văn chiếu tấn Cát tần làm Trang phi | |   |

Tuy không thể khai chi tán diệp cho Hoàng gia, nhưng Vương Giai thị từ một thị thiếp nhỏ bé ở Tiềm để vẫn vững vàng lên tới tước Phi, đây là một trường hợp cần rất nhiều sự ân sủng và hậu thuẫn từ phía chính Gia Khánh Đế.

#### Qua đời
Năm Gia Khánh thứ 16 (1811), ngày 15 tháng 2 (âm lịch), giờ Mão, Trang phi Vương Giai thị bệnh nặng qua đời, kim quan tạm an tại Sướng Xuân viên. Ngày 17 và 21 cùng tháng, Gia Khánh Đế đích thân tới tế lễ. Ngày 12 tháng 3 (âm lịch), kim quan của Trang phi Vương Giai thị được đưa đến Thanh Tây lăng. Ngày 19 thì hạ táng vào Xương lăng Phi viên tẩm. Vì đúng dịp Gia Khánh Đế cũng đang ở Thanh Tây lăng hiếu kính với các Tiên hoàng, nên 2 ngày sau, Hoàng đế lại đích thân đến tế rượu trước mộ phần của bà. Bảo đính của bà nằm ở vị trí thứ hai bên phải của hàng thứ hai, đối xứng với bảo đính của Hoa phi, trung gian ngăn cách là bảo đính của Thứ phi.

## Hoàng hậu truy điệu
Một điều bất ngờ trong lễ truy điệu đưa kim quan của Trang phi từ Bắc Kinh đi an táng tại Thanh Tây lăng có sự tham gia của Hiếu Hòa Duệ Hoàng hậu Nữu Hỗ Lộc thị (Hoàng hậu thứ hai của Gia Khánh Đế). Không chỉ thế, Hoàng hậu cũng có mặt tại lễ hạ táng kim quan xuống địa cung diễn ra sau đó 1 tuần. Hành trình của Hoàng hậu có rất nhiều đại thần đi theo tháp tùng cũng như có sự hỗ trợ của quan viên địa phương.
Việc một Hoàng hậu đích thân đưa tiễn kim quan của phi tần đến Phi viên tẩm là một sự kiện vô tiền khoáng hậu trong lịch sử, hơn nữa còn trái với lễ chế. Huống hồ, Hiếu Hòa Hoàng hậu vốn xuất thân cao quý, lại được cha chồng Càn Long hậu thuẫn, phải nói là vinh quang hiếm ai bì kịp. Còn Trang phi Vương Giai thị bất quá cũng chỉ là một phi tần bình thường, không con không cái lại không được gia thế chống lưng. Vậy mà Hoàng hậu thân giá một tuần theo quan tài của Trang phi, rồi trong Phi viên tẩm chờ đợi quan tài hạ xuống rồi mới trở về, quả thực là độc nhất vô nhị. Tuy nhiên, dựa vào các văn bia và tư liệu, nếu đã có một đoàn tùy tùng đi cùng Hoàng hậu thì hẳn sự việc này phải được sự cho phép hoặc cũng có khi chính là chỉ thị của Hoàng đế.
Hoàng hậu có thể đi theo đoàn truy điệu của Trang phi vạn nhất đều có sự sắp đặt của chính Gia Khánh Đế. Vì vậy, có hai khả năng sau có thể xảy ra:
Một là, Trang phi Vương Giai thị là một phi tần cực kì được sủng ái của Gia Khánh Đế, nên ông mới an bài cho Hoàng hậu đi theo truy điệu. Tuy nhiên, dù sao Hoàng hậu cũng không thể đi đưa tang cho phi tần với vị thế của bà hiện có nên loại khả năng này rất hiếm xảy ra.
Hai là, Hiếu Hòa Hoàng hậu với Trang phi có mối quan hệ cực kì thân thiết. Loại khả năng này lại có thể hơn, Hoàng hậu với Trang phi tình cảm sâu đậm, nên xin Hoàng đế cho phép mình đi theo đưa tang.
Dù là trong trường hợp nào, việc Gia Khánh Đế sắp đặt Hiếu Hòa Hoàng hậu tham dự lễ truy điệu của Trang phi quả thực vẫn là một bí ẩn khó giải thích.